# Sehetepibreanch
Sehetepibreanch war ein altägyptischer „Hohepriester des Gottes Ptah“, der von einer Reihe von Objekten bekannt ist. Sein Vater war ein gewisser Montuhotep, seine Mutter hieß wahrscheinlich Chety. Er lebte vermutlich in der 12. Dynastie.
Auf einer Opfertafel in Berlin trägt er unter anderem die Titel „Mitglied der Elite, Vorderster an Aktion“, und „Sem-Priester“. Die Zuordnung der Tafel zu seiner Person ist nicht ganz sicher, da es einen zweiten Hohepriester des Ptah mit dem Namen Sehetepibreanch-nedjem gibt und gerade die Namensendung auf der Opfertafel schlecht erhalten ist. Sein Amtstitel lautet auf der Berliner Opfertafel „Größter der Leiter der Handwerker in den beiden Häusern“. Er erscheint auf einer Stele aus Sakkara, die seinen Vater und dessen Frau nennt – wahrscheinlich die Mutter Sehetepibreanchs. Im Brooklyn Museum befindet sich eine weitere Opfertafel und die Basis einer Statue. Seine genaue Datierung innerhalb der 12. Dynastie ist unsicher.